# Маврин, Константин Алексеевич
Константин Алексеевич Маврин (3 июня 1934 — 12 марта 2016) — советский и российский учёный-геолог, доктор геолого-минералогических наук, профессор кафедры геологии и геохимии горючих ископаемых Саратовского государственного университета.

## Биография
Родился 3 июня 1934 года в Саратове, в семье известного врача Алексея Михайловича Маврина и его жены Эльзы Карловны. В 1957 году окончил геологический факультет Саратовского государственного университета и работал на Багаевском нефтепромысле, а затем — в НИИ геологии СГУ.
В рамках тематических экспедиций НИИ, К. А. Маврин ездил на Южный Урал и в Нижнее Поволжье. В 1974 году начал преподавательскую деятельность в СГУ на кафедре гидрогеологии и инженерной геологии. На материалах продолжавшихся на тот момент экспедиций от НИИ геологии СГУ в 1988 году выпустил монографию «Тектоника, палеогидрогеология и полезные ископаемые Южного Предуралья».
В 1991 году в Московском геологоразведочном институте (ныне — МГРИ-РГГРУ) защитил докторскую диссертацию на тему «Геология палеозоя и роль подземных вод в формировании полезных ископаемых Южного Предуралья». С 3 апреля 1992 года — доктор геолого-минералогических наук. В 1994 году получил звание профессора по кафедре гидрогеологии и инженерной геологии С 1994 по 2008 год — заведующий кафедрой геологии нефти и газа. Продолжая научно-исследовательские работы по проблемам нефтегазовой геологии и региональным вопросам Восточно-Европейской платформы, К. А. Маврин читал лекции по спецкурсам «Введение в специальность», «Воды нефтяных и газовых месторождений», «Палеогидрогеологический метод в нефтегазовой геологии», «История и методология геологических наук» для студентов-нефтяников и «Гидрогеология месторождений полезных ископаемых» для студентов-гидрогеологов, руководил курсовыми и дипломными работами студентов.
За время научной и преподавательской деятельности им было опубликовано свыше 120 печатных работ, он является руководителем диссертационных работ аспирантов и соискателей, членом докторского диссертационного совета Д 212.243.08 по геологическим наукам.
Супруга — философ и социолог В. Н. Ярская-Смирнова (род. 1935); дочь Юлия.